# Guglielmo Marconi
Guglielmo Giovanni MariaMarconi , conegut habitualment com a Guglielmo Marconi, AFI [ɡuʎˈʎɛlmo marˈkoːni], (25 d'abril de 1874 Bolonya, Itàlia - Roma, 1937) fou un enginyer elèctric italià, premiat amb el Premi Nobel de Física l'any 1909 i conegut pel desenvolupament d'un sistema telegràfic.

## Biografia

### Primers anys
Guglielmo Giovanni Maria Marconi va néixer al Palazzo Marescalchi de Bolonya el 25 d'abril de 1874, segon fill de Giuseppe Marconi (un terratinent aristocràtic italià de Porretta Terme que vivia al camp de Pontecchio) i de la seva dona irlandesa Annie Jameson (filla d'Andrew Jameson de Daphne i filla del castell de Margaret, agent de la terra del comtat de Wex, filla de James de Margaret Castle). Cochrane de Glen Lodge, Sligo, i germana del naturalista escocès James Sligo Jameson, i néta de John Jameson de Dublín, el fundador escocès dels destil·ladors de whisky Jameson & Sons). El seu pare, que era vidu amb un fill, Luigi, es va casar amb Jameson el 16 d'abril de 1864 a Boulogne-sur-Mer, França. Alfonso, el germà gran de Marconi, va néixer el 1865. Entre els dos i els sis anys, Marconi i Alfonso van viure amb la seva mare a la ciutat anglesa de Bedford. Tenir una mare irlandesa va ajudar a explicar les moltes activitats de Marconi a Gran Bretanya i Irlanda. Quan tenia tres anys, el 4 de maig de 1877, Giuseppe Marconi va decidir obtenir la ciutadania britànica. Per tant, Marconi també podria haver optat per la ciutadania britànica en qualsevol moment, ja que els seus dos pares tenien la ciutadania britànica.

### Educació
Marconi no va anar a l'escola quan era nen i no va continuar l'educació superior formal. En canvi, va aprendre química, matemàtiques i física a casa d'una sèrie de tutors privats contractats pels seus pares. La seva família va contractar tutors addicionals per a Marconi a l'hivern quan marxarien de Bolonya cap al clima més càlid de la Toscana o Florència. Marconi va assenyalar que un important mentor va ser el professor Vincenzo Rosa, professor de física de secundària a Liorna. La Rosa va ensenyar a Marconi, de 17 anys, els fonaments bàsics dels fenòmens físics, així com les noves teories sobre l'electricitat. Als 18 anys i de tornada a Bolonya, Marconi es va familiaritzar amb el físic de la Universitat de Bolonya Augusto Righi, que havia investigat el treball d’Heinrich Hertz. Righi va permetre a Marconi assistir a conferències a la universitat i també utilitzar el laboratori i la biblioteca de la universitat.
Estudià a les universitats de Bolonya i Florència, on s'interessà en la física i on feu els primers experiments sobre l'ús d'ones electromagnètiques per a la comunicació telegràfica sense fils. El 1896, els resultats d'aquests experiments foren aplicats a Gran Bretanya, i el 1898 a l'arsenal naval italià de La Spezia. A petició del govern de França, el 1899 feu una demostració pràctica dels descobriments establint comunicacions sense fils a través del canal de la Mànega, entre les ciutats de Dover i Wimereux. La seva mort va ser el 20 de juliol de 1937, als 63 anys.

## Patent de la ràdio
Encara que molts inventors van contribuir a l'aparició de la telegrafia sense fils –com Hans Christian Orsted, Michael Faraday, Heinrich Rudolf Hertz, Nikola Tesla, Thomas Alva Edison, Aleksandr Stepànovitx Popov, entre d'altres–, hom considera Marconi la persona que va aconseguir la patent de la ràdio el 2 de juliol de 1897, però vàlida únicament a Anglaterra. Aquest fet l'acredita injustament com el pare de la ràdio i de les telecomunicacions sense fil, i posteriorment aquesta paternitat va ser disputada per diverses persones.
Altres països com França o Rússia van rebutjar de reconèixer la seva patent d'aquesta invenció, atenent a les publicacions de Popov publicades anys abans. Històricament, aquest professor i enginyer rus fou la primera persona que va fer un sistema capaç de transmetre i rebre un missatge telegràfic sense fils. El 7 de maig de 1895 va presentar un receptor capaç només de detectar les ones electromagnètiques, i deu mesos després, el 24 de març de 1896 (un any abans de Marconi) va presentar un sistema complet de recepció i emissió dels missatges telegràfics, amb la qual cosa aconseguí de transmetre el primer missatge telegràfic entre dos edificis de la Universitat de Sant Petersburg situats a la distància de 250 metres. El text del primer missatge telegràfic fou HEINRICH HERTZ. Tanmateix, fou precisament Marconi qui va desenvolupar comercialment la ràdio.
Atret per la idea de transmetre ones radioelèctriques a través de l'oceà Atlàntic se'n va anar a Saint John's, a l'illa de Terranova, on el 12 de desembre de 1901 va rebre la lletra «S» en Codi Morse, transmesa per encàrrec seu des de Poldhu (Cornualla) per un dels seus ajudants, travessant 3360 km d'oceà. Tot i aquest èxit, la primera comunicació transatlàntica més llarga que només una lletra no es va fer fins a l'any 1907.
El 1903 va establir als Estats Units l'estació WCC per transmetre missatges de banda a banda de l'Atlàntic, en la inauguració de la qual van intercanviar missatges de salutació el president Theodore Roosevelt i el rei Eduard VIII del Regne Unit. El 1904 va arribar a un acord amb l'Oficina de Correus britànica per a la transmissió comercial de missatges per ràdio, engegant aquell mateix any el primer periòdic oceànic -a bord dels vaixells de la línia Cunard-, que rebia les notícies per ràdio.
El mèrit de Marconi és haver demostrat a la pràctica que les ones de ràdio llargues i mitjanes per sota de 2.300 kHz (anomenades ones terrestres) es transmeten per dispersió mentre que les d 'ona curta (OC, SW en anglès de short wav) compreses entre els 2.300 i els 29.900 kHz es transmeten seguint la curvatura de la superfície terrestre, ja que van rebotant entre aquesta superfície i el cinturó de Van Allen, a diferència de les de molt alta freqüència, que necessiten repetidors per salvar l'esmentada curvatura.
El 1909 fou guardonat amb el Premi Nobel de Física, que compartí amb Karl Ferdinand Braun, ambdós per les contribucions al desenvolupament de la telegrafia sense fils.
La utilitat de la ràdio en la guerra es va demostrar per primer cop durant la Guerra italo-turca de 1911. Amb l'entrada d'Itàlia a la Primera Guerra Mundial el 1915 fou nomenat responsable de les comunicacions sense fils de totes les forces armades.
El 1943, la Cort Suprema dels Estats Units va emetre una decisió sobre les patents de ràdio de Marconi i restablí algunes de les patents anteriors d'Oliver Lodge, John Stone Stone i Nikola Tesla. La decisió no fou sobre les patents originals de ràdio de Marconi i el tribunal declarà que la seva decisió no tenia cap rellevància sobre la vindicació de Marconi de ser el primer a aconseguir la transmissio per ràdio, només que la reclamació de Marconi sobre certes patents fos qüestionable, no podria denunciar-ne cap vulneració. (Hi ha declaracions segons les quals la Cort Suprema estava intentant anul·lar una demanda de la Primera Guerra mundial contra el govern dels Estats Units per part de la Marconi Company a través del mer restabliment de la patent anterior, que no era de Marconi).
Fou nomenat membre vitalici del Senat italià el 1918 i el 1929 va rebre el títol de marquès. Marconi morí el 20 de juliol de 1937 a la ciutat de Roma.

## Llegat i honors

### Arxius
- Una gran col·lecció d'artefactes de Marconi estava en mans de The General Electric Company, plc (GEC) del Regne Unit que més tard es va rebatejar Marconi plc i Marconi Corporation plc. El desembre de 2004, l'extensa col·lecció Marconi, reunida a l'antic Centre de Recerca Marconi de Great Baddow, Chelmsford, Essex, Regne Unit, va ser donada a l'Estat per la Companyia a través de la Universitat d'Oxford. Era el lloc web MarconiCalling, guanyador del premi BAFTA, més de 250 artefactes físics i la col·lecció efímera massiva de papers, llibres, patents i molts altres articles. Els artefactes són ara conservats pel Museu d'Història de la Ciència i els arxius efímers per la  Biblioteca Bodleiana. Després de tres anys de treball al Bodleian, el novembre de 2008 es va publicar un catàleg en línia dels arxius Marconi.

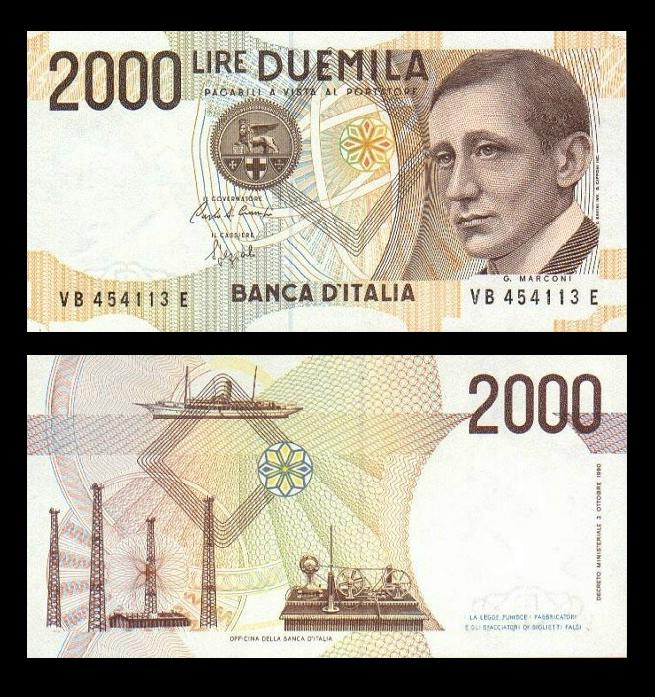
Bitllet de lira italiana, emissió de 1990

### Condecoracions
Itàlia
- Cavaller de l’Ordre del Mèrit del Treball (26 d'octubre de 1902)[17]

- Cavaller de l’Ordre Civil de Savoia (1 de juny de 1905)[17]

- Gran Cordó de l’Ordre de la Corona d'Itàlia (7 d'abril de 1913; Gran Oficial: 30 d'octubre de 1902; Oficial: 6 de gener de 1898)[17]

- Gran Cordó de l’Orde dels Sants Maurici i Llàtzer (14 de gener de 1932; Gran Oficial: 30 de maig de 1912; Comandant: 12 de gener de 1902)[17][18][19]

- Marquès de Marconi (17 de juliol de 1929)[17]

Altres
- Gran Creu de l’Orde de Santa Anna de l’Imperi Rus (1902)[20][19]

- Cavaller Honorari Gran Creu de la Reial Ordre Victoriana del Regne Unit (GCVO, 1914)[19]

- Gran Creu de l’Orde Civil d'Alfons XII d'Espanya[17]

- Gran Cordó de l’Orde del Sol Naixent del Japó (1933)[21]

### Honors i premis

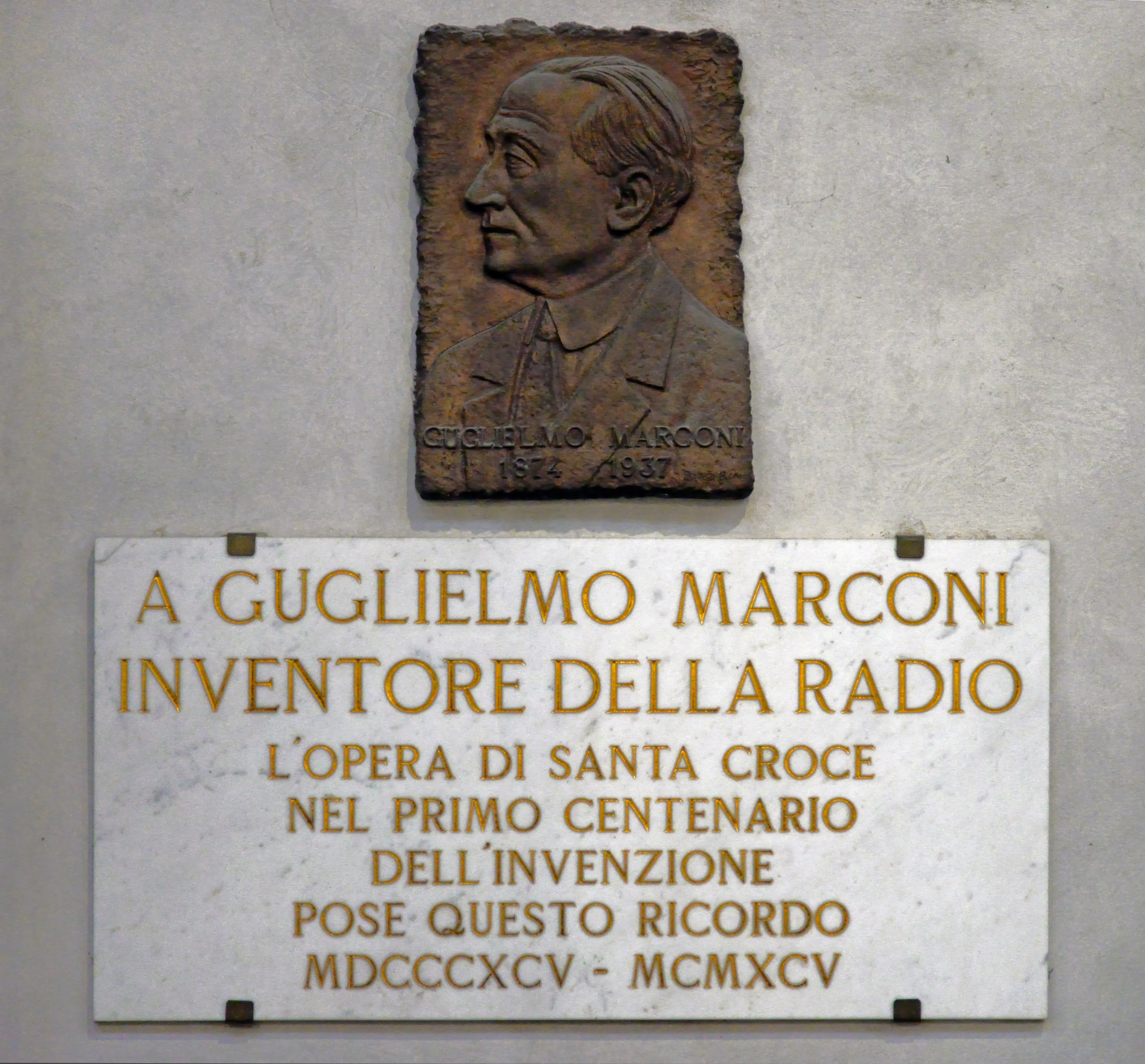
Placa commemorativa a la Basílica de Santa Croce, Florència. Itàlia

- El 1901 va ser triat membre de la Societat Filosòfica Americana.[22]

- El 1903, Marconi també va rebre la llibertat de la Ciutat de Roma.[19]

- El 1909, Marconi va compartir el Premi Nobel de Física amb Karl Ferdinand Braun per les seves contribucions al desenvolupament de la telegrafia sense fil (radiocomunicacions).[23]

- El 1914, Marconi va ser nomenat senador pel rei d'Itàlia Vittorio Emanuele III[19]

- El 1918 va ser guardonat amb la Medalla Franklin de l'Institut Franklin.[24]

- El 1920, va ser guardonat amb la Medalla d'Honor d'IRE, ara Medalla d'Honor de IEEE.[25]

- El 1931 va ser guardonat amb la Medalla John Scott per l'Institut Franklin i l'Ajuntament de Filadèlfia.[26]

- El 1934 va ser guardonat amb la Medalla Wilhelm Exner[27]
- El 1974, Itàlia va marcar el centenari del naixement de Marconi amb una moneda commemorativa circulant  de 100 Lires.[28]

- El 1975, Marconi va ser introduït en el Saló Nacional d'Inventors de la Fama.[29]

- El 1978, Marconi va ser induït en el Saló de la Fama de la NAB.[30]

- El 1988, el Radi Hall of Fame (Museu de Comunicacions de Difusió, Chicago) va induir a Marconi com a pioner (poc després de l'inici dels seus premis).[31]

- El 1990, el Banc d'Itàlia va emetre un bitllet de 2.000 lires amb el seu retrat en el front i en la part posterior dels seus assoliments.

- El 2001, Gran Bretanya va llançar una moneda commemorativa de 2 lliures que celebrava el centenari de la primera comunicació sense fil de Marconi.[32]

- Els primers experiments de Marconi en telegrafia sense fil van ser objecte de dues Fites IEEE; un a Suïssa El 2003 i més recentment a Itàlia El 2011.[33][34]

- El 2009, Itàlia va emetre una moneda commemorativa de plata 10 euros en honor al centenari del Premi Nobel de Marconi.[35]

- El 2009, va ser portat al Nova Jersey Hall of Fame.

- L'acadèmia neerlandesa de ràdio concedeix anualment els  Marconi Award (Netherlands)|nl|Marconi Award}} [nl] a programes de ràdio, presentadors i emissores excel·lents.[36]

- L'Associació Nacional d'Organismes de Radiodifusió (els EUA) atorga els Premis Anuals de Ràdio NAB Marconi també a programes i emissores de ràdio destacades.[37]